# Billy Goldenberg
Billy Goldenberg (Brooklyn, Nova York, 10 de febrer de 1936 - Nova York, 3 d'agost de 2020) fou un compositor, arranjador i dramaturg estatunidenc conegut pel seu treball al cinema i la televisió.
Fill d'una mare violinista i un pare percussionista, l'autor va començar a tocar el piano amb cinc anys, estudià i es graduà al Columbia College el 1957, on ja va compondre per als Columbia Varsity Shows. Més endavant, va rebre classes particulars de Hall Overton i va escriure música incidental per a la revista de Broadway An Evening with Mike Nichols & Elaine May. Inicià la seva carrera musical amb bandes sonores a de finals dels anys seixanta, treballant sobretot per al mitjà televisiu.
Es va convertir en un protegit del compositor de Broadway Frank Loesser ("Guys and Dolls"). Els treballs com a pianista d'assaig es van convertir en arranjaments de ball, orquestracions per a programes de televisió com "Hullabaloo" i música incidental per a actes com els comediants Mike Nichols i Elaine May. Va col·laborar amb Elvis Presley, Barbra Streisand i Diana Ross, autor de desenes de bandes sonores de cinema i televisió.
Per la pantalla petita Goldenberg ha escrit nombroses columnes per a sèries especialment dels anys setanta, entre les quals destaca "Kojak". La seva música també ha enriquit episodis de "Colombo", "Sesto Sense", "Rhoda", "Dos honestos proscrits", "Un sheriff a Nova York". Va obtenir vint-i-cinc nominacions al premi Emmy i en va guanyar dues. Per la gran pantalla ha musicat les pel·lícules "Red sky at dawn" (1971), "Duel" (1971) de Steven Spielberg, "Try it again, Sam" (1972) de Herbert Ross amb Woody Allen, "Dirty hands on the city" (1974), "Cors creuats"(1991).
Goldenberg va ser el director musical d'"Elvis: The Comeback Special" que es va emetre la NBC el 1968 i va escriure la banda sonora de "Change of Habit" (1969) amb Presley i Mary Tyler Moore. Va organitzar la música del programade la CBS "My Name Is Barbra" amb Barbra Streisand el 1965 i va ser el director musical de l'espectacle de Diana Ross a Broadway el 1976. El 1978 va estrenar el seu famós musical Ballroom, amb lletres d'Alan i Marilyn Bergman, amb algunes cançons del qual que es feren molt famoses, com Shouldn't There Be Lightning o I've Been Waiting Ay My Life.